# Rosanna Crawford
Rosanna Lee Crawford (* 23. Mai 1988 in Canmore) ist eine ehemalige kanadische Biathletin. Sie ist die jüngere Schwester der Olympiasiegerin im Skilanglauf Chandra Crawford.

## Karriere
Rosanna Crawford begann im Alter von fünf Jahren ihrer Schwester folgend mit dem Skilanglauf. Mit zehn begann sie auch mit dem Biathlonsport. Sie lebt in ihrer Geburtsstadt, wo sie auch im nationalen Biathlon-Trainingszentrum trainiert. Sie startet für Canmore Nordic Ski Club und wird von Matthias Ahrens und Geret Coyne trainiert. National trat sie erfolgreich seit 2005 an. Schon bei ihren ersten Kanadischen Junioren-Meisterschaften in Edmonton gewann Crawford Silber im Sprint und Bronze im Massenstart. In North Battleford gewann sie die Titel der Westkanadischen Meisterin in Sprint und Massenstart und wurde Zweite in der Gesamtwertung der Alberta Calforex Cup Series. Bei den Meisterschaften von Alberta in Fort McMurray gewann sie den Titel im Sprint und wurde Dritte im Super-Sprint. 2006 wiederholte sie den Doppeltitelgewinn bei den Westkanadischen Meisterschaften. Auch bei den nationalen Junioren-Titelkämpfen konnte sie nun mit dem Titel im Sprint, Platz zwei in Einzel und Verfolgung sowie dem Gewinn der Kombinationswertung ihre ersten Titel gewinnen.
International tritt Crawford seit 2008 an. Bei den Junioren-Weltmeisterschaften von Ruhpolding war ein 16. Platz in der Verfolgung bestes Resultat, bei den Junioren-Europameisterschaften kurz darauf in Nové Město na Moravě Rang 29 im Einzel. In Cesana San Sicario debütierte sie gegen Ende der Saison im Junioren-Europacup und wurde 16. im Sprint und 12. der Verfolgung. Wenig später kam sie als Achte der Verfolgung erstmals unter die besten Zehn. Crawford gehört zum kanadischen Perspektivkader, der in Sicht auf die Olympischen Winterspiele 2010 in Vancouver gezielt aufgebaut werden soll. Um dieses Ziel zu unterstützen, wirkte sie beim Projekt Bold Beautiful Biathlon mit, mit dem sie und ihre Mitstreiterinnen Zina Kocher, Sandra Keith, Megan Imrie und Megan Tandy die beim kanadischen Verband herrschende Finanznot etwas mildern wollen.
Im Januar 2010 debütierte Crawford bei einem Sprintrennen in Ruhpolding im Biathlon-Weltcup und wurde bei einem Schießfehler 77. In Antholz belegte sie als 56. eines Einzels ihr bislang bestes Resultat in der höchsten Rennserie. Bislang größter Erfolg war die Teilnahme an den heimischen Olympischen Spielen. Crawford konnte sich in der Qualifikation um den letzten freien Platz gegen Sandra Keith durchsetzen und kam in drei Rennen zum Einsatz. Im Einzel belegte sie Platz 76, im Sprint wurde sie 72. und mit Kocher, Tandy und Imrie lief sie im Staffelwettbewerb auf den 15. Platz. In Hochfilzen konnte Rosanna Crawford in der Saison 2012/2013 im Sprint als 24. erstmals Punkte im Weltcup gewinnen. Nachdem sie lange auf ihren ersten Punktgewinn warten musste, gewann sie in Hochfilzen und Pokljuka in fünf aufeinander folgenden Einzelrennen Punkte. In der Saison 2013/2014 wurde der Gewinn von Punkten zur Normalität. Zum Saisonfinale verpasste sie in Oslo als Sprint-Elfte den Sprung unter die besten Zehn nur noch um einen Rang.
Ihre bisherigen besten Ergebnisse waren ein 3. Platz im Einzelrennen sowie ein 4. Platz im Massenstart von Ruhpolding, beides in der Saison 2017/18.
Bei den Biathlon-Weltmeisterschaften 2019 beendete sie nach dem Staffelrennen ihre Karriere.

## Wettkampfbilanz

### Weltcupplatzierungen
Die Tabelle zeigt alle Platzierungen (je nach Austragungsjahr einschließlich Olympische Spiele und Weltmeisterschaften).
- 1.–3. Platz: Anzahl der Podiumsplatzierungen
- Top 10: Anzahl der Platzierungen unter den ersten zehn (einschließlich Podium)
- Punkteränge: Anzahl der Platzierungen innerhalb der Punkteränge (einschließlich Podium und Top 10)
- Starts: Anzahl gelaufener Rennen in der jeweiligen Disziplin
- Staffel: inklusive Mixed- und Single-Mixed-Staffeln

| Platzierung         | Einzel | Sprint | Verfolgung | Massenstart | Staffel | Gesamt |
| ------------------- | ------ | ------ | ---------- | ----------- | ------- | ------ |
| 1. Platz            |        |        |            |             |         |        |
| 2. Platz            |        |        |            |             | 1       | 1      |
| 3. Platz            | 1      |        |            |             |         | 1      |
| Top 10              | 1      | 1      | 2          | 2           | 19      | 25     |
| Punkteränge         | 10     | 30     | 23         | 11          | 50      | 124    |
| Starts              | 22     | 67     | 39         | 12          | 50      | 190    |
| Stand: Karriereende |        |        |            |             |         |        |

### Olympische Winterspiele
| Olympische Winterspiele | Olympische Winterspiele | Einzel | Sprint | Verfolgung | Massenstart | Staffel | Mixedstaffel |
| Jahr                    | Ort                     | Einzel | Sprint | Verfolgung | Massenstart | Staffel | Mixedstaffel |
| ----------------------- | ----------------------- | ------ | ------ | ---------- | ----------- | ------- | ------------ |
| 2010                    | Vancouver               | 75.    | 71.    | –          | –           | 14.     |              |
| 2014                    | Sotschi                 | 66.    | 25.    | 45.        | –           | 8.      | 11.          |
| 2018                    | Pyeongchang             | 26.    | 53.    | 19.        | –           | 10.     | 12.          |

### Weltmeisterschaften
| Weltmeisterschaft | Weltmeisterschaft | Einzel | Sprint | Verfolgung | Massenstart | Staffel | Mixedstaffel | Single-Mixedstaffel |
| Jahr              | Ort               | Einzel | Sprint | Verfolgung | Massenstart | Staffel | Mixedstaffel | Single-Mixedstaffel |
| ----------------- | ----------------- | ------ | ------ | ---------- | ----------- | ------- | ------------ | ------------------- |
| 2013              | Nové Město        | 17.    | 77.    | –          | –           | 12.     | 14.          |                     |
| 2015              | Kontiolahti       | 87.    | 31.    | 24.        | –           | 9.      | 12.          |                     |
| 2016              | Oslo              | 14.    | 29.    | 27.        | 15.         | 15.     | 11.          |                     |
| 2017              | Hochfilzen        | 62.    | 26.    | 43.        | –           | 16.     | 13.          |                     |
| 2019              | Östersund         | 63.    | 18.    | LAP        | –           | 14.     | 16.          | –                   |